# Corydalis sajanensis
Corydalis sajanensis là một loài thực vật có hoa trong họ Anh túc. Loài này được Peschkova mô tả khoa học đầu tiên năm 1990.